# メンズ校
『メンズ校』（メンズこう、英語: SEIHO HIGH SCHOOL MEN'S!!!!!!）は、和泉かねよしによる日本の漫画作品。
『ベツコミ』（小学館）にて2006年9月号から2010年3月号まで不定期に連載された。単行本は全8巻。2008年にはドラマCD化、2010年には舞台化もされた。2020年10月より関西ジャニーズJr.のユニット・なにわ男子の主演でテレビドラマ化された。

## あらすじ
生徒から「アルカトラズ刑務所日本支店」の異名を取る私立の全寮制男子校・栖鳳（せいほう）高校。超僻地の男子校を舞台に、女に飢えた男子たちの青春ならぬ「性春」を描く。

## 登場人物
※「声」はドラマCD版、「演」はテレビドラマ版のもの。

### 栖鳳高校
牧主税（まき ちから）
声 - 福山潤 / 演 - 道枝駿佑
1年生。老若男女から好かれる癒し系の顔だが、顔に似合わず暴力的な面もある。中学時代、付き合っていた彼女が交通事故で死亡し、そのことがまだ忘れられずにおり、恋愛に積極的になれずにいた。ある切っ掛けで鷹野と（仮）の交際をすることになった。2年後には寮長を任され、藤木先輩に似てきた。あだ名はまき。みんなからはまきと呼ばれている。
神木累（かみき るい）
声 - 小野大輔 / 演 - 高橋恭平
1年生。モデル顔負けのいい男で、校内一のイケメンと言われる。自身は意外にズボラな性格で、服などは全て姉の見立てである。その姉とは、血が繋がっておらず、互いに恋愛感情を持っていたが、将来のことを考え諦めた。頭の回転も早く、人のフォローもできるがデリカシーに欠けるところがある。ゴキブリをペットと言い張るほど部屋が汚い。「累」という名前は大のサッカーファンである父親がラモス瑠偉をもじって付けた。あだ名はかみかみ。みんなからは神木と呼ばれている。
野上英敏（のがみ ひでとし）
声 - 子安武人 / 演 - 西畑大吾
牧と同室。エロ本やAV関連の蔵書多数、そのため本棚がエロ本図書館と呼ばれている。養護教諭の福原を女っぽく磨き上げる過程で彼女を好きになり、彼なりに告白したが、気持ちは全く伝わらなかった。しかし、彼女の離任騒動で互いの気持ちが通じる事に。付き合っても喧嘩ばかりしている。あだ名は野上。みんなからは野上と呼ばれている。
花井衛（はない まもる）
声 - 羽多野渉 / 演 - 長尾謙杜
乙女系男子。寮の自室も乙女部屋。入学当初いじめられていたが、牧に助けてもらって以来、妙に懐くようになった。中学時代、まだ男らしくしていた頃から付き合っていた彼女がいたが、栖鳳入学を機に会う回数が減り、乙女化が進行。久しぶりに会いに来た彼女には全てバレており、振られてしまった。冬華と友達でよく恋愛相談に乗っている。あだ名は花井で、みんなからは花井と呼ばれている。
源田新（げんだ あらた）
声 - 三宅健太 / 演 - 藤原丈一郎
神木と同室。身長190cmで無口のため、怖がる人も多い。中学時代から付き合っていた彼女がいたが、口下手でメールも電話もろくにしていなかったため振られてしまった。ガサツな性格。かなりのグルメ男子。あだ名はげんげん。みんなからは源田と呼ばれている。
福原綾子（ふくはら あやこ）
声 - 折笠愛 / 演 - 福田麻由子
栖鳳高校の養護教諭。地味で、彼氏いない歴＝年齢だったが、巨乳であることを気に入った野上により磨かれ、華麗に変身する。自分が教員で年上であることに引け目を感じ、野上との恋愛に積極的になれずにいる。
藤木一郎（ふじき いちろう）
演 - 大橋和也
栖鳳高校の3年生で、希望寮・第壱館の寮長。教師に忠実で、寮の規則を忠実に守らせようと生徒たちを監視する日々。「アオハルを捨てろ！」などと言い続け、後輩たちにウザがられるが、どこか憎めないキャラ。東大現役合格を目指す受験生でもある。あだ名はなくてみんなからは藤木先輩と呼ばれている。
桃井天（ももい てん）
演 - 大西流星
“開かずの間”と呼ばれる寮の一室に引きこもっている特例の生徒。監視カメラやドローンを駆使して他の生徒たちを観察している。牧たちのおかげで引きこもりから卒業し、外に出るようになった。あだ名は桃てぃん。みんなからは桃井とも呼ばれている。

### その他
神木真奈（かみき まな）
声 - 松岡由貴 / 演 - 加藤小夏
累の義理の姉（両親の再婚による）。チビで凶暴と言われるが、何かと弟の累の世話を焼く。18歳のときに呉（くれ）という男性と結婚。
春島エリカ（はるしま えりか）
声 - 小清水亜美 / 演 - 桜田ひより
牧が中学3年生の頃転校して来た。美少女だがクールで「氷の女王」と称される。牧と恋仲だったが、高校進学を目前に交通事故で死亡する。
宮路冬華（みやじ ふゆか）
声 - 佐藤朱
栖鳳高校がある土地出身の女子高生。神木のことを好きになる。
鷹野エリカ（たかの えりか）
声 - 水沢史絵 / 演 - 茅島みずき
牧が海岸を歩いていた時に出会う。そこから牧といろんな話をして仲良くなる。出会って数日たったある日スイスに行くことを伝える。
「海のない街に言ったら息ができなくなりそう。（ドラマにて）」と牧に話す。
鬼河原大吉（おにがわら だいきち）
演 - 袴田吉彦
サングラスに柄シャツという、強面教師。生徒たちが寝食を共にする寮の寮監も務めており、彼らを様々な「アオハル」の誘惑から遮断すべく、学校でも寮でも厳しく取り締まっている。自身も栖鳳高校の卒業生で一度牧たちと同じく脱走をしようとした。
厳しいときもあるが時々生徒たちに優しく接するときもある。

## 書誌情報
和泉かねよし 『メンズ校』〈小学館・フラワーコミックス〉 全8巻
1. 2007年1月26日発売、ISBN 978-4-09-130829-0
2. 2007年5月25日発売、ISBN 978-4-09-131052-1
3. 2007年8月24日発売、ISBN 978-4-09-131179-5
4. 2008年6月26日発売、ISBN 978-4-09-131638-7
5. 2009年1月26日発売、ISBN 978-4-09-132209-8
6. 2009年5月26日発売、ISBN 978-4-09-132375-0
7. 2010年1月26日発売、ISBN 978-4-09-133107-6
8. 2010年5月26日発売、ISBN 978-4-09-133263-9

和泉かねよし 『メンズ校 新装版』〈小学館・フラワーコミックススペシャル〉 全8巻
1. 2020年8月26日発売[小 1]、ISBN 978-4-09-870875-8
2. 2020年8月26日発売[小 2]、ISBN 978-4-09-870876-5
3. 2020年8月26日発売[小 3]、ISBN 978-4-09-870877-2
4. 2020年8月26日発売[小 4]、ISBN 978-4-09-870878-9
5. 2020年9月25日発売[小 5]、ISBN 978-4-09-870880-2
6. 2020年9月25日発売[小 6]、ISBN 978-4-09-870881-9
7. 2020年9月25日発売[小 7]、ISBN 978-4-09-870882-6
8. 2020年9月25日発売[小 8]、ISBN 978-4-09-870883-3

## ドラマCD
CYBER PHASEの新レーベル「CYBER GiRLS POP」の第1弾として『メンズ校 1』が2008年10月下旬に発売。『メンズ校 2』『メンズ校 3』が2009年2月に『メンズ校 4』が2009年9月に発売された。

## 舞台
2010年8月5日 - 10日、博品館劇場
- 脚本 - 土城温美（エムエーフィールド）、演出 - 野坂実（クロカミショウネン18）

主要配役
- 牧主税 - 水谷百輔
- 神木累 - 磯貝龍虎
- 野上英敏 - 永井朋弥
- 花井衛 - 小谷嘉一
- 福原綾子 - 小原春香
- 春島エリカ / 鷹野エリカ - 折井あゆみ（一人二役）
- 宮路冬華 - 林未紀
- 源田新 - 宮寺貴也
- 池田先生 - 池田祐樹

## テレビドラマ
テレビ東京の「ドラマホリック!」枠で2020年10月8日から12月24日まで毎週木曜日の0時12分 - 0時52分に放送されていた。主演は関西ジャニーズJr.の7人組ユニット・なにわ男子。当初は2020年7月からの放送を予定していたが、6月12日には新型コロナウイルス感染症の流行に伴い放送開始延期が発表されていた。その後、7月よりクランクインしている。

### スタッフ
- 原作 - 和泉かねよし 『メンズ校』（小学館フラワーコミックス刊）
- 脚本 - 蛭田直美、いとう菜のは
- 脚本協力  - 今西祐子
- 監督 - 狩山俊輔、岡本充史、林雅貴
- 主題歌 - なにわ男子 『アオハル〜With U With me〜』[6]
- 音楽 - 牧戸太郎
- ロケ協力 - 徳島県、鳴門市、徳島県ロケーション・サービス、南あわじ市、淡路島フィルムオフィス
- アクション指導 - 森崎えいじ
- チーフプロデューサー - 山鹿達也（テレビ東京）
- プロデューサー - 川村庄子（テレビ東京）、星野恵（AX-ON）、都志修平（ジェイ・ストーム）
- 制作 - テレビ東京、ジェイ・ストーム、AX-ON
- 製作 - 「メンズ校」製作委員会

### 放送日程
| 話数   | 放送日   | ラテ欄                                                   | 脚本                  | 監督     |
| ------ | -------- | -------------------------------------------------------- | --------------------- | -------- |
| 第1話  | 10月08日 | ちょっとおバカで超エモい! アオハル全開ドラマ!! 脱走だ!?  | 蛭田直美              | 狩山俊輔 |
| 第2話  | 10月15日 | 金・メシ・女のアオハルたち! 自由への(秘)脱出作戦         | 蛭田直美              | 狩山俊輔 |
| 第3話  | 10月22日 | ペットボトル大作戦 悪魔の所持品検査!                     | 蛭田直美              | 岡本充史 |
| 第4話  | 10月29日 | タイタニック! 恋のから騒ぎ!                              | 蛭田直美              | 狩山俊輔 |
| 第5話  | 11月05日 | 姉と弟…禁断の恋! ずっとあなたが好きでした…               | 蛭田直美 いとう葉のは | 林雅貴   |
| 第6話  | 11月12日 | 今日がリミット!! 引きこもり男の勇気                      | 蛭田直美 今西佑子     | 岡本充史 |
| 第7話  | 11月19日 | 合コン会場にまさかの元カノ! 既読スルー男子の涙の仰天行動 | 蛭田直美 いとう葉のは | 林雅貴   |
| 第8話  | 11月26日 | 保健室で愛のプロデュース!! こじらせ男女の恋を実らせろ,   | 蛭田直美 今西佑子     | 岡本充史 |
| 第9話  | 12月03日 | 好きだ! 高嶺の花に片思い! ダメ男子恋愛大作戦             | 蛭田直美 いとう葉のは | 林雅貴   |
| 第10話 | 12月10日 | 涙の最終章! やっと見つけた…彼女の最後の手紙!             | 蛭田直美 いとう葉のは | 狩山俊輔 |
| 第11話 | 12月17日 | 最終章! 全員退学大ピンチ!! きみに会うため…最後の挑戦!    | 蛭田直美 いとう葉のは | 狩山俊輔 |
| 最終話 | 12月24日 | アオハル男子たちの2年後! 僕らの恋と絆完結編!!            | いとう葉のは          | 岡本充史 |

### 放送局
| 放送局         | 放送日時                     | 放送期間                       | 系列                          | ネット状況 | 備考                     |
| -------------- | ---------------------------- | ------------------------------ | ----------------------------- | ---------- | ------------------------ |
| テレビ東京     | 木曜 0:12 - 0:52（水曜深夜） | 2020年10月08日 - 12月24日      | テレビ東京系                  | 製作局     |                          |
| テレビ大阪     | 木曜 0:12 - 0:52（水曜深夜） | 2020年10月08日 - 12月24日      | テレビ東京系                  | 同時ネット |                          |
| テレビ愛知     | 木曜 0:12 - 0:52（水曜深夜） | 2020年10月08日 - 12月24日      | テレビ東京系                  | 同時ネット |                          |
| テレビ北海道   | 木曜 0:12 - 0:52（水曜深夜） | 2020年10月08日 - 12月24日      | テレビ東京系                  | 同時ネット |                          |
| テレビせとうち | 木曜 0:12 - 0:52（水曜深夜） | 2020年10月08日 - 12月24日      | テレビ東京系                  | 同時ネット |                          |
| TVQ九州放送    | 木曜 0:12 - 0:52（水曜深夜） | 2020年10月08日 - 12月24日      | テレビ東京系                  | 同時ネット |                          |
| テレビ和歌山   | 木曜 0:12 - 0:52（水曜深夜） | 2020年10月08日 - 12月24日      | 独立局                        | 同時ネット |                          |
| びわ湖放送     | 水曜 23:58 - 24:38           | 2020年10月28日 - 2021年1月20日 | 独立局                        | 遅れネット |                          |
| IBC岩手放送    | 土曜 1:55 - 2:35（金曜深夜） | 2020年11月07日 - 2021年1月30日 | TBS系                         | 遅れネット |                          |
| BSテレ東（2K） | 月曜 0:35 - 1:15（日曜深夜） | 2021年01月11日 - 03月29日      | テレビ東京系列 BSデジタル放送 | 遅れネット |                          |
| BSテレ東4K     | 月曜 0:35 - 1:15（日曜深夜） | 2021年01月11日 - 03月29日      | テレビ東京系列 BSデジタル放送 | 遅れネット | 4Kアップコンバートで放送 |
| 奈良テレビ     | 水曜 9:53 - 10:30            | 2021年04月14日 - 06月30日      | 独立局                        | 遅れネット |                          |

### Blu-ray&DVD
『メンズ校』Blu-ray-BOX、DVD-BOX
TCエンタテインメントから2021年5月12日発売。各5枚組（本編：4枚、特典映像：1枚）。初週売上はオリコン週間DVDランキング 1位、オリコンBlu-ray週間ランキング2位を記録。
| テレビ東京 ドラマホリック!                        | テレビ東京 ドラマホリック!            | テレビ東京 ドラマホリック!              |
| 前番組                                            | 番組名                                | 次番組                                  |
| ------------------------------------------------- | ------------------------------------- | --------------------------------------- |
| レンタルなんもしない人 （2020年4月9日 - 10月1日） | メンズ校 （2020年10月8日 - 12月24日） | ゲキカラドウ （2021年1月7日 - 3月25日） |

### 小学館コミック
以下の出典は小学館コミック（小学館）内のページ。書誌情報の発売日の出典としている。
1. ↑  “メンズ校 新装版 1”. ベツコミ.  小学館. 2021年6月26日閲覧。
2. ↑  “メンズ校 新装版 2”. ベツコミ.   小学館. 2021年6月26日閲覧。
3. ↑  “メンズ校 新装版 3”. ベツコミ.   小学館. 2021年6月26日閲覧。
4. ↑  “メンズ校 新装版 4”. ベツコミ.   小学館. 2021年6月26日閲覧。
5. ↑  “メンズ校 新装版 5”. ベツコミ.   小学館. 2021年6月26日閲覧。
6. ↑  “メンズ校 新装版 6”. ベツコミ.   小学館. 2021年6月26日閲覧。
7. ↑  “メンズ校 新装版 7”. ベツコミ.   小学館. 2021年6月26日閲覧。
8. ↑  “メンズ校 新装版 8”. ベツコミ.   小学館. 2021年6月26日閲覧。